# 洛冰川
洛冰川（英語：Lowe Glacier），是南極洲的冰川，位於沙克爾頓海岸，全長13公里，處於伊麗莎白女王嶺地區，最終在格雷戈里山以東6公里注入安妮公主冰川，由新西蘭探險隊命名，現時由南極條約體系管理。